# La Aldea (Tarragona)
La Aldea (oficialmente en catalán l'Aldea) es un municipio de la comarca catalana del Bajo Ebro en la provincia de Tarragona (España). Está situado al sur del límite comarcal, en la línea que separa la primitiva costa del Delta del Ebro.

## Geografía
Integrado en la comarca de Bajo Ebro, se sitúa a 77 kilómetros de Tarragona. El término municipal está atravesado por la Autopista del Mediterráneo (AP-7) y por la carretera nacional N-340, entre los pK 1082 y 1089, además de por la carretera autonómica C-42 (antigua N-235), que se dirige a Tortosa, y la carretera provincial TV-3454, que conecta con Deltebre. 
El relieve del municipio está definido por una zona barrancosa al norte y por la ribera izquierda del río Ebro al sur, antes del delta del Ebro, donde abundan los canales y acequias para el regadío. La altitud oscila entre los 218 metros al norte y los 2 metros a orillas del Ebro. El pueblo se alza a 16 metros sobre el nivel del mar. 
| Noroeste: Tortosa | Norte: Tortosa y Camarles | Noreste: Camarles         |
| Oeste: Tortosa    |                           | Este: Camarles y Deltebre |
| Suroeste: Amposta | Sur: Amposta              | Sureste: Deltebre         |

## Historia

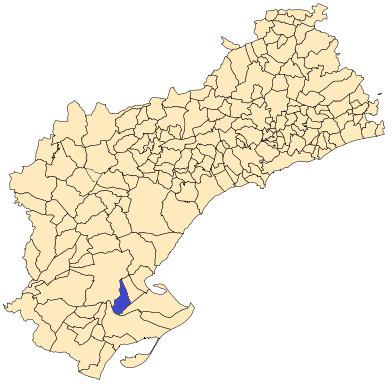
Situación de La Aldea en la provincia de Tarragona.

Los orígenes de la población se sitúan en una antigua almunia sarracena. En 1148 fue cedida a Bernat de Bell•lloc por el conde Ramón Berenguer IV para que se encargara de su repoblación. En 1184 el señorío quedó en manos de los caballeros templarios y más adelante a los hospitalarios de Amposta. Hasta 1609 convivieron en la villa una comunidad cristiana junto con otra musulmana. El topónimo es de origen árabe y procede del término al-dái'a que significa "granja".
En 1280, los hospitalarios entregaron el lugar a la corona. En 1304 fue vendido al monasterio de Santa María de Benifasar en la provincia de Castellón. El cenobio mantuvo la posesión hasta 1531, año en que pasó a la familia Jordà.
En 1983 se segrega de Tortosa, convirtiéndose en un municipio independiente

## Demografía
Cuenta con una población de 4471 habitantes (INE 2024).

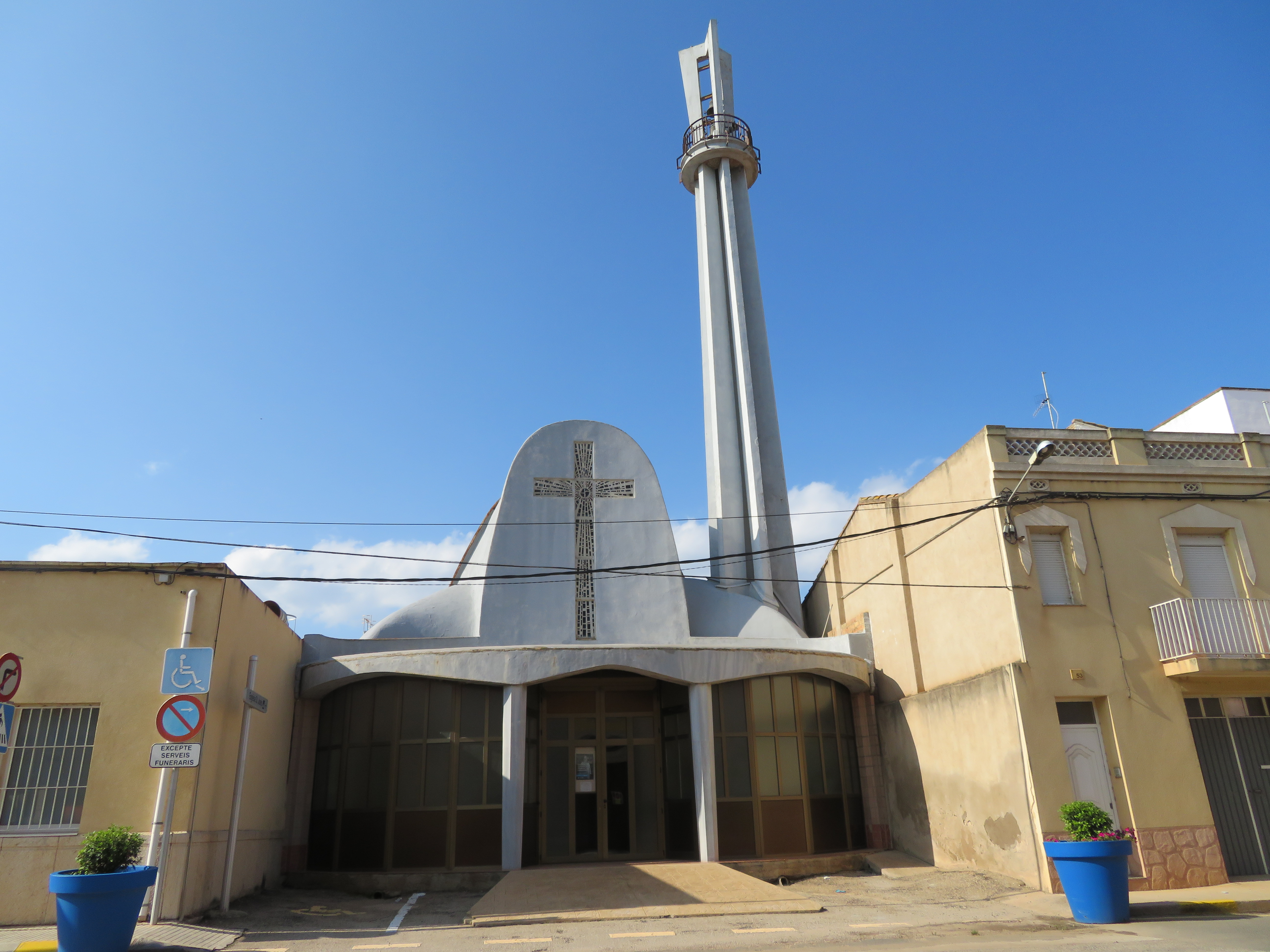
Iglesia de San Jose de La Aldea,

| Gráfica de evolución demográfica de La Aldea entre 1991 y 2021 |
| |
| Población de derecho según los censos de población del INE Población de hecho según los censos de población del INEEntre el censo de 1991 y el anterior, aparece este municipio porque se segrega del municipio 43155 (Tortosa) |

## Economía

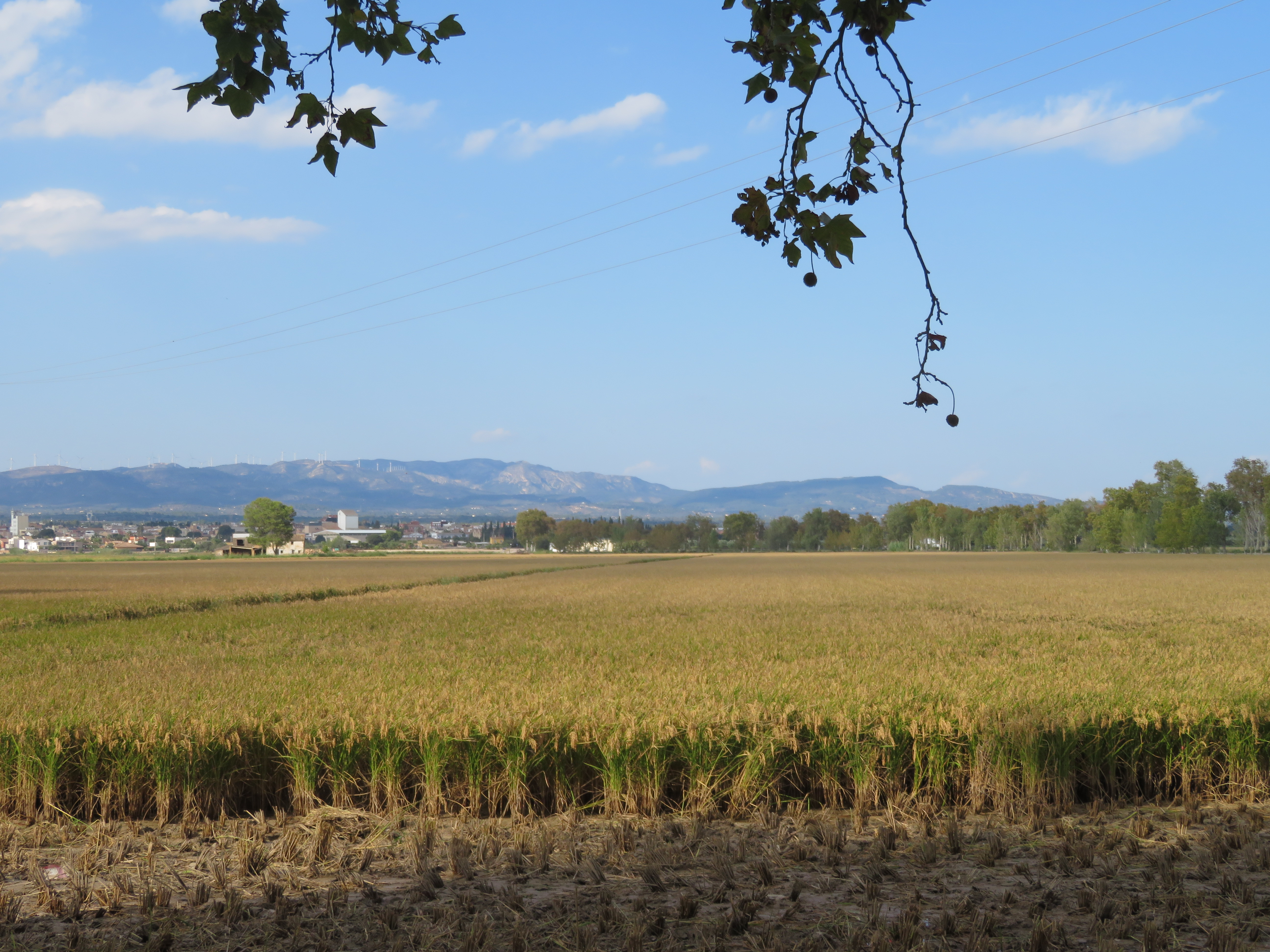
Ricicultura. Arrozal de La Aldea

Los principales cultivos son los cereales, olivos y algarrobos. Destaca también el cultivo de arroz así como el de alcachofas y hortalizas. En cuanto a la ganadería, las principales explotaciones son las dedicadas a la avicultura. El municipio dispone de dos cooperativas arroceras. 

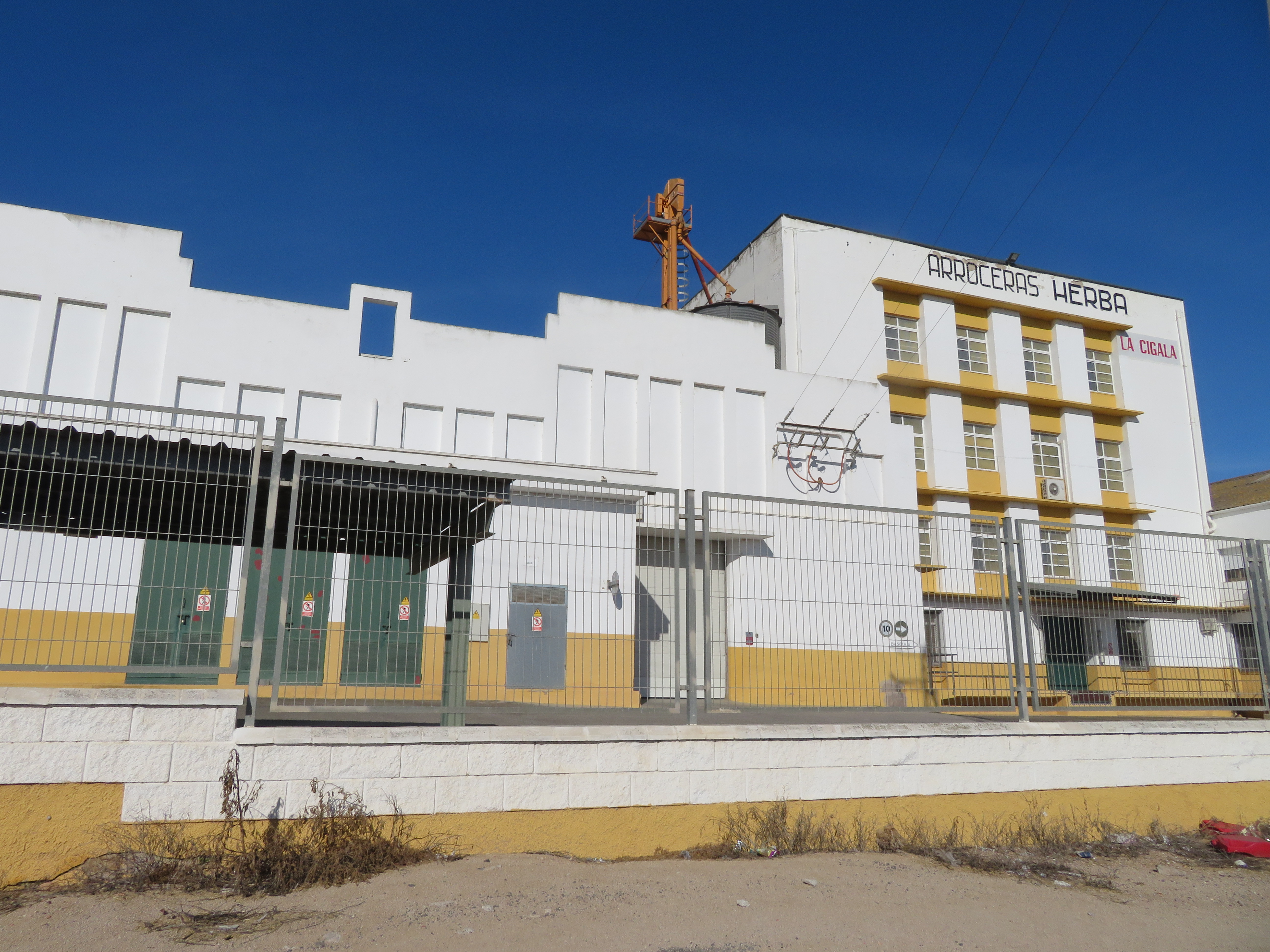
Arrocera de La Aldea

## Cultura

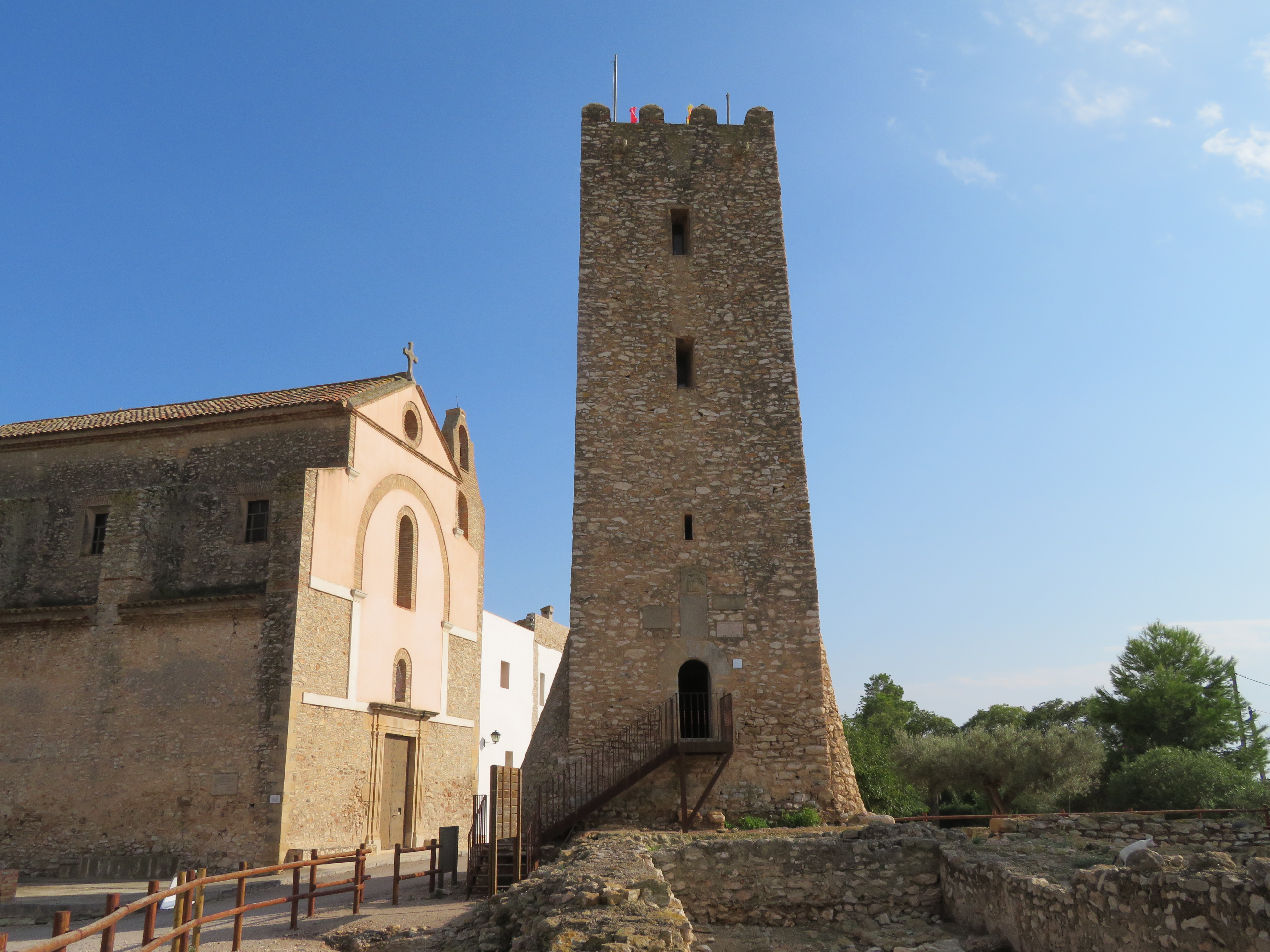
Ermita y torre de La Aldea

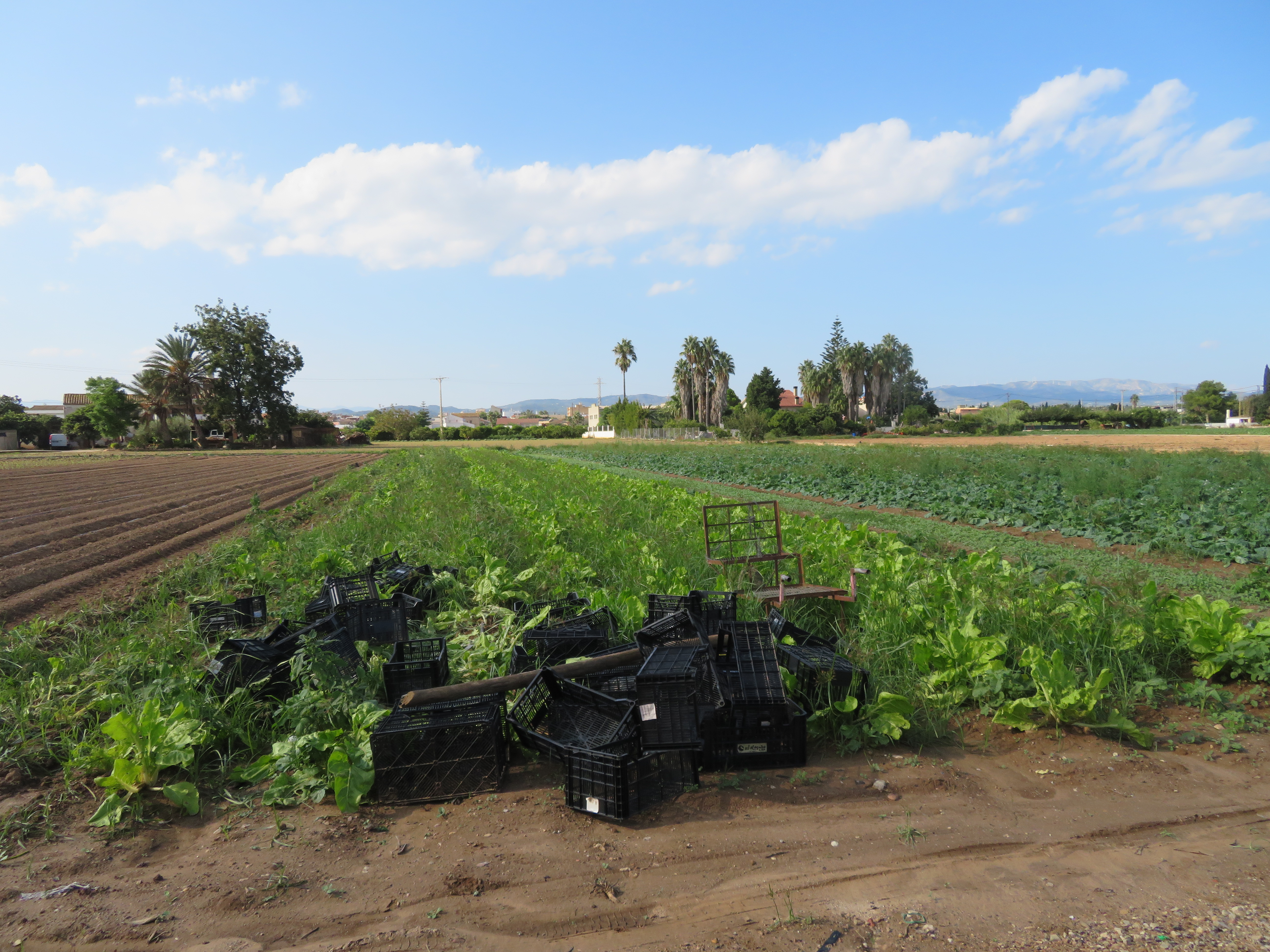
Huertas para el cultivo de verduras en La Aldea

En la zona de la Palma se encontraron en 1957 diversas sepulturas del periodo neolítico. En una de ellas se encontró un esqueleto junto a una serie de enseres y piezas realizadas en sílex. En otra de las tumbas se encontraron collares y pulseras del mismo periodo. Se cree que ambas tumbas pertenecen a una necrópolis prehistórica.
Dentro del término municipal se conservan cuatro antiguas torres. La torre de Burjassénia aparece documentada ya en 1188. Es de base circular y tiene una altura de 14 metros. La torre de Vinaixarop es también de base circular y se cita por primera vez en documentos de 1288. La torre de la Candela es del siglo XVI.
La cuarta torre es la conocida como torre de la ermita. Se encuentra en el antiguo pueblo de La Aldea y sirvió como torre de defensa de la boca del Ebro. En 1914 fue derruida y se reconstruyó poco después de la Guerra Civil. A su lado se encuentra la ermita de la Virgen de La Aldea. Es de nave única con capillas laterales y tiene un campanario de espadaña. Fue reconstruida en el siglo XVIII. Sirvió como parroquia hasta la década de 1930.
La Aldea celebra su fiesta mayor en el mes de agosto. El lunes de Pascua granada tienen lugar las fiestas en honor a la Virgen de la Aldea.